# Han Balvert
Johannes Cornelis Balvert (Moordrecht, 8 februari 1916 - Oberhausen, 22 oktober 2000), alias "de Schrik van Gouda", was een Nederlandse oorlogsmisdadiger.
Balvert heeft in de Tweede Wereldoorlog deelgenomen aan de Duitse invasie in Rusland. Na zijn terugkeer naar Nederland werd hij in 1944 als ‘Unterscharführer’ van de Sicherheitsdienst in Gouda gedetacheerd. In deze functie is hij verantwoordelijk geweest voor de liquidatie van diverse mensen in de regio Gouda. Meerdere pogingen om Balvert hiervoor om te brengen zijn mislukt. Hij werd op 2 mei 1945 gearresteerd en tot zijn veroordeling ondergebracht op diverse plaatsen in het land. In mei 1947 wist hij uit Scheveningen te ontsnappen, maar hij werd na enkele maanden toch weer opgepakt.
In 1950 werd Balvert voor zijn oorlogsmisdaden tot een levenslange gevangenisstraf veroordeeld. Vanwege zijn jeugdige leeftijd werd geen doodstraf geëist. In cassatie werd de opgelegde straf teruggebracht tot twintig jaar. Gratieverzoeken leidden tot een feitelijke gevangenisstraf van dertien jaar en acht maanden. In 1959 kwam hij vrij en vestigde hij zich in Duitsland. Daar overleed hij in 2000 in Oberhausen.
Balvert verklaarde na zijn arrestatie op 2 mei 1945 meerdere malen te zijn mishandeld. Van zijn relaas is proces-verbaal opgemaakt door A.M. van Tuyll van Serooskerken, die door de Nederlandse regering was belast met een onderzoek naar mogelijke misstanden in de verblijfs- en bewaringskampen voor politieke delinquenten.

## Onderscheiding
- Medaille Winterschlacht im Osten 1941/42[5]